# Lingue dalmato-romanze
Le lingue dalmato-romanze costituiscono una famiglia linguistica all'interno delle lingue italo-dalmate, l'istriota è la lingua dalmato-romanza ancora parlata mentre il dalmatico è quella estinta, entrambe le lingue venivano parlate nel territorio dell'attuale Croazia, l'istriota in istria ed il dalmato nelle coste dalmate.

## Classificazione
le lingue dalmato-romanze derivano entrambe dalle lingue italo-dalmate che derivano a loro volta dalle lingue romanze italo-occidentali, nonostante l'istriota sia influenzato dal veneto non viene considerato un suo dialetto (come l'istroveneto ed il fiumano) ma una lingua a parte, dal momento che è stato influenzato da lingue slave come il croato ed il ciacavo.